# Rosa (San Vito al Tagliamento)
Rosa (Rose in friulano standard, Rosa in friulano occidentale) è una piccola frazione del comune di San Vito al Tagliamento, situata a est del capoluogo, lungo l'argine destro del fiume Tagliamento.

## Storia
La storia di Rosa è strettamente correlata al fiume Tagliamento, che l'ha distrutta più volte, spostandola dalla sua sponda sinistra a quella destra. Dopo l'ultima inondazione devastante del novembre 1851 il villaggio è stato interamente ricostruito più a occidente, nella posizione attuale. A memoria di tale evento, in località Rosa Vecchia, appena oltrepassato l'argine del Tagliamento, è ancora oggi visibile una colonna commemorativa, posta in corrispondenza dell'antico cimitero. Questa l'iscrizione che vi è incisa: "Nell'anno 1851 le vertiginose acque del Tagliamento per la terza volta travolgendo la Villa di Rosa rispettavano i sepolti in questo sacro recinto. I profughi della quarta Rosa colla fede di ricongiungersi nel giorno estremo ai loro cari antenati questa memoria posero. MCMII".

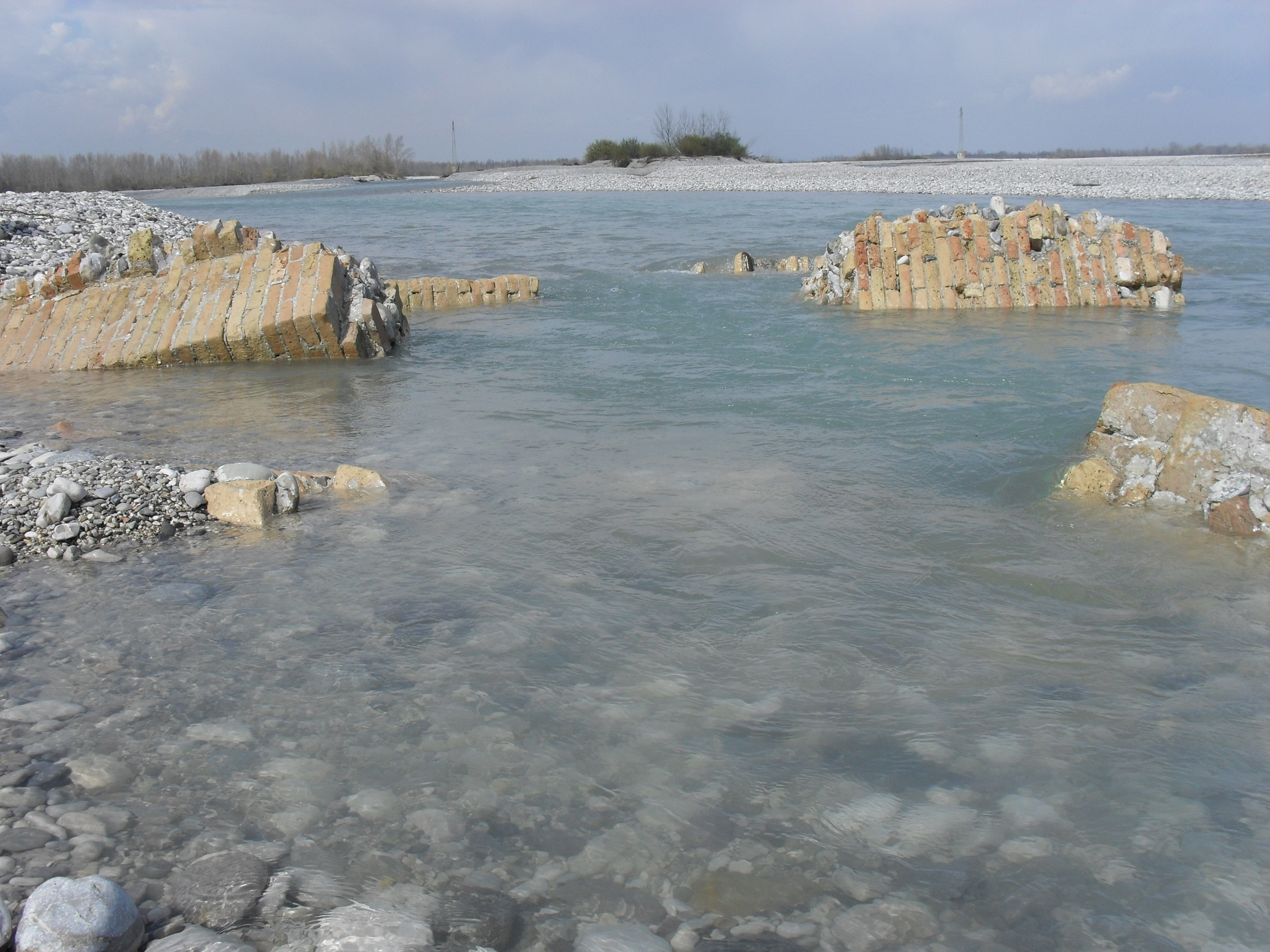

L'iscrizione fa chiaro riferimento anche a due precedenti distruzioni ad opera del fiume. Le inondazioni che hanno interessato la villa sono in realtà diverse e nelle ultime quattro occasioni è storicamente documentata la necessità di ricostruzione della chiesa. Più volte, infatti, le acque del Tagliamento hanno devastato molte abitazioni e risparmiato la chiesa, spostata successivamente al fine di riavvicinarla ai luoghi più sicuri dove erano state ricostruite la maggior parte delle case. Solo per la piena del 5 giugno 1699 è stata accertata anche la distruzione della chiesa. Ciò premesso, la prima chiesa risulta edificata ad inizio 1500 e distrutta il 5 giugno 1699, la seconda ricostruita più a sud-est lo stesso 1699, la terza eretta nel 1805 molto più a ovest, portandola dalla sinistra alla destra del fiume, la quarta eretta nel 1874 nella posizione attuale, in seguito all'inondazione del 1851, che ha distrutto molte case del villaggio ma non la chiesa ed il cimitero.

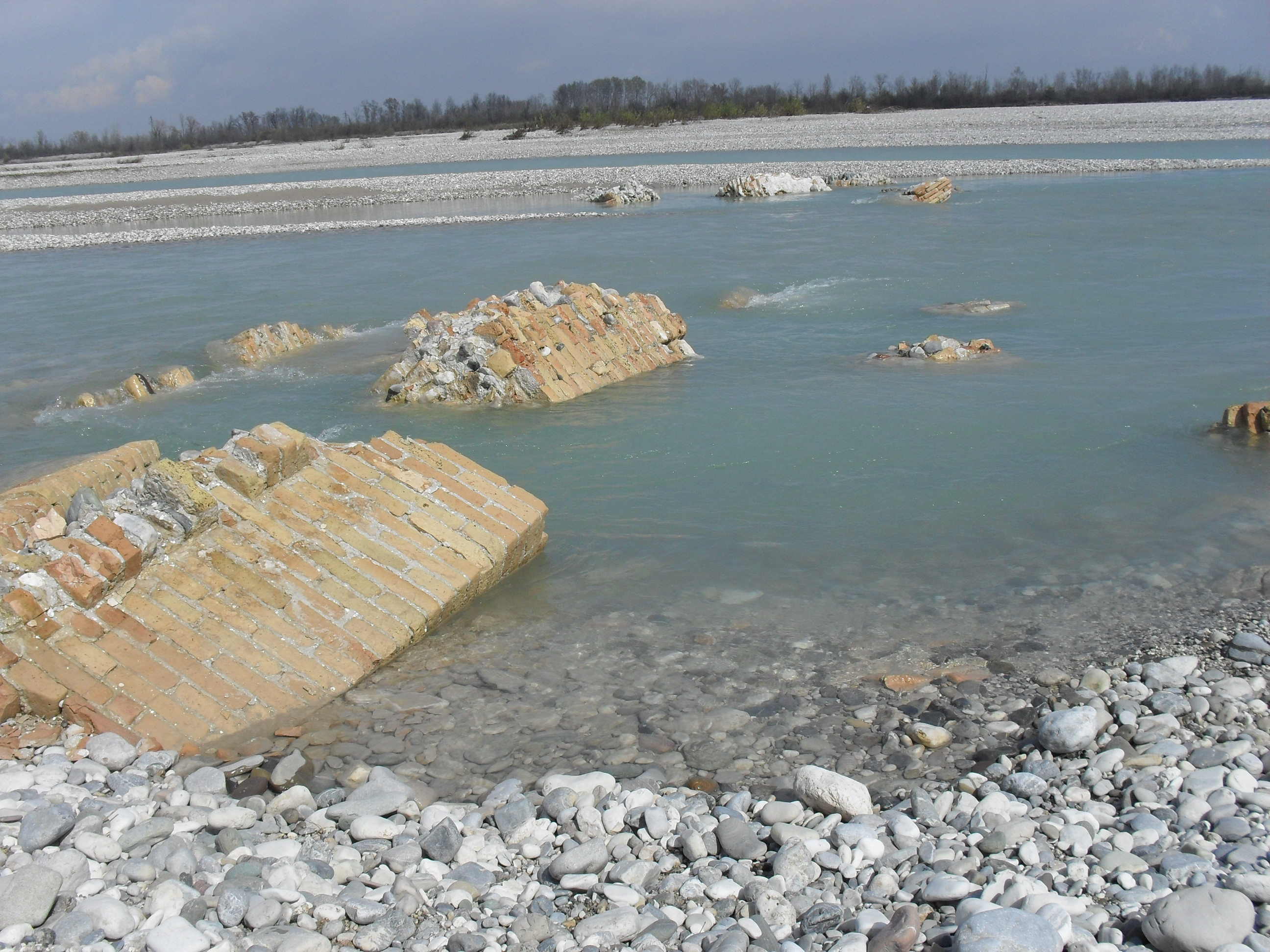
Resti della chiesa di S. Stefano e S.Giorgio, distrutta il 5 giugno 1699

Da un punto di vista religioso, fino al 1821 Rosa è stata una delle ville (vile in friulano) soggette alla chiesa matrice di S. Maria in Pieve di Rosa, che dagli inizi del 1500 è sempre rimasta nella sua attuale posizione, a sinistra del Tagliamento, oggi in comune di Camino al Tagliamento.
Secondo una configurazione tipica di molte pievi friulane, ogni villa era dotata di una propria chiesa e curato; così anche Rosa aveva una propria chiesa dedicata a santo Stefano (fino al 1699 sicuramente anche a San Giorgio).
Nel 1995, 2005 e 2010 sono emersi nel greto del fiume i resti della chiesa di Villa di Rosa distrutta nel giugno del 1699, allora ancora alla sinistra del fiume.
Rosa è inoltre nota per gli eventi storici e religiosi correlati all'apparizione della Beata Vergine Maria alla bambina Maria (Mariute) Giacomuzzi, che sarebbe avvenuta il 2 febbraio 1655, e alla conseguente devozione alla "Madonna di Rosa", viva ancor oggi e meta di pellegrinaggi al Santuario della Madonna di Rosa e Gesù Misericordioso, ubicato nell'omonima località situata nella periferia orientale di San Vito al Tagliamento, a circa un chilometro da Rosa.

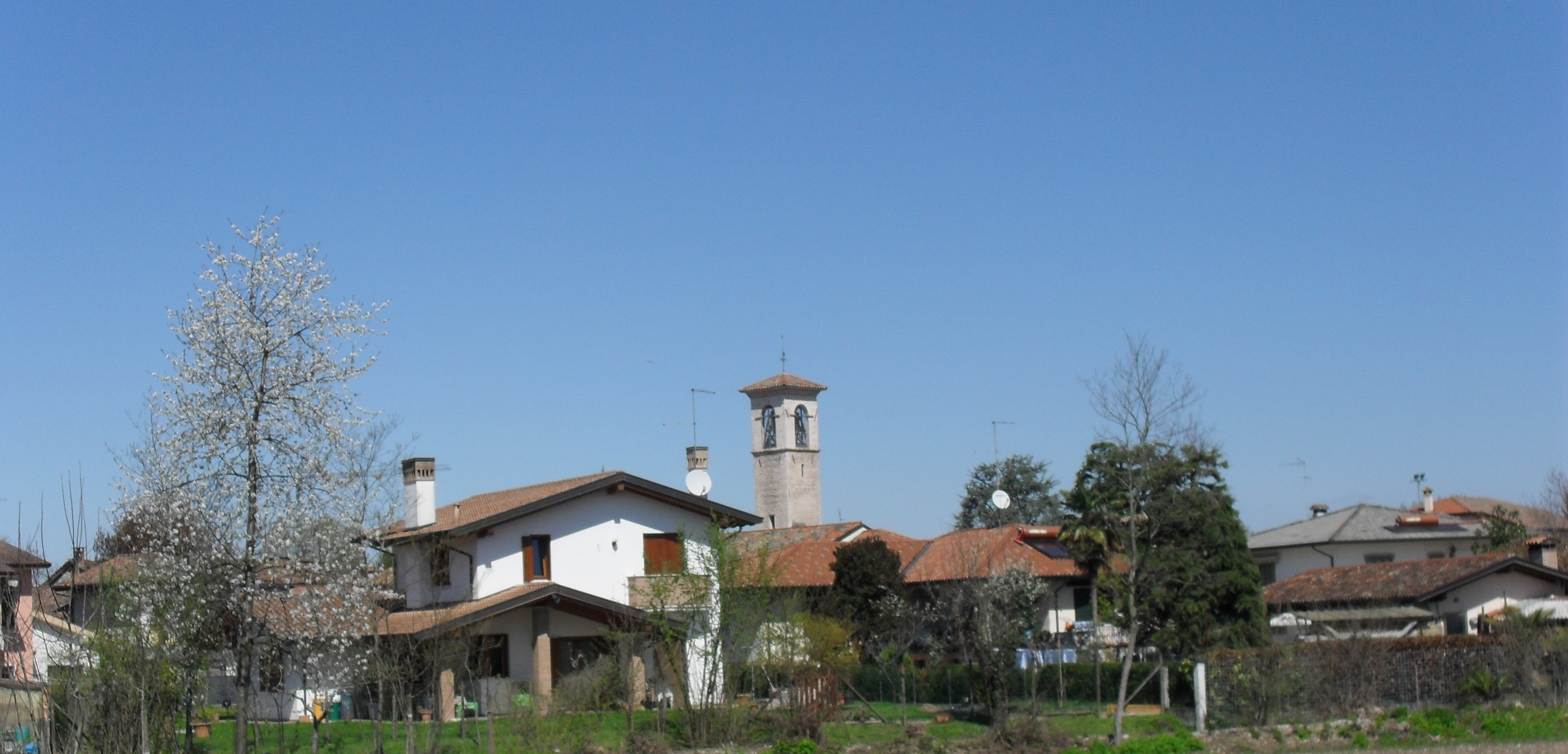
Rosa vista da sud (campagna)

## Collegamenti esterni

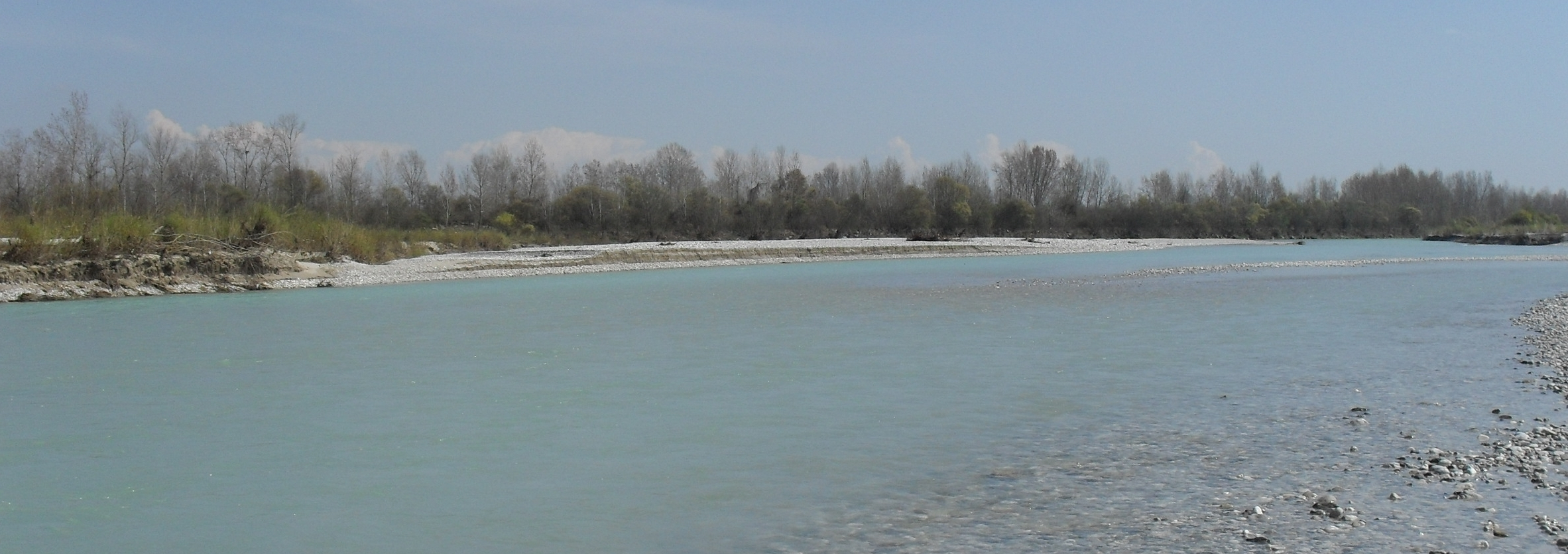
Tagliamento fra Rosa e Pieve di Rosa (sullo sfondo la sponda sinistra verso Pieve di Rosa - direzione SE)

## Società

### Tradizioni e folclore
Rosa è conosciuta per la Sagra del Pan-Zal, la festa paesana in onore di San Luca, che si svolge tradizionalmente il terzo e quarto fine settimana di ottobre.

## Infrastrutture e trasporti
Da occidente (uscita autostradale di Villotta) e da meridione si raggiunge lasciando a ovest il centro di San Vito al Tagliamento, lungo la SR 463 (direzione Ponte della Delizia - Gemona del Friuli) e svoltando a destra all'incrocio che porta al Tagliamento, circa 300 metri dopo il Santuario della Madonna di Rosa e Gesù Misericordioso. Da nord si scende dalla SS13 (Ponte della Delizia) in direzione sud per la SR 463 e, superata la Zona Industriale Ponterosso, si svolta a est verso il Tagliamento.

## Galleria fotografica della chiesa di Santo Stefano

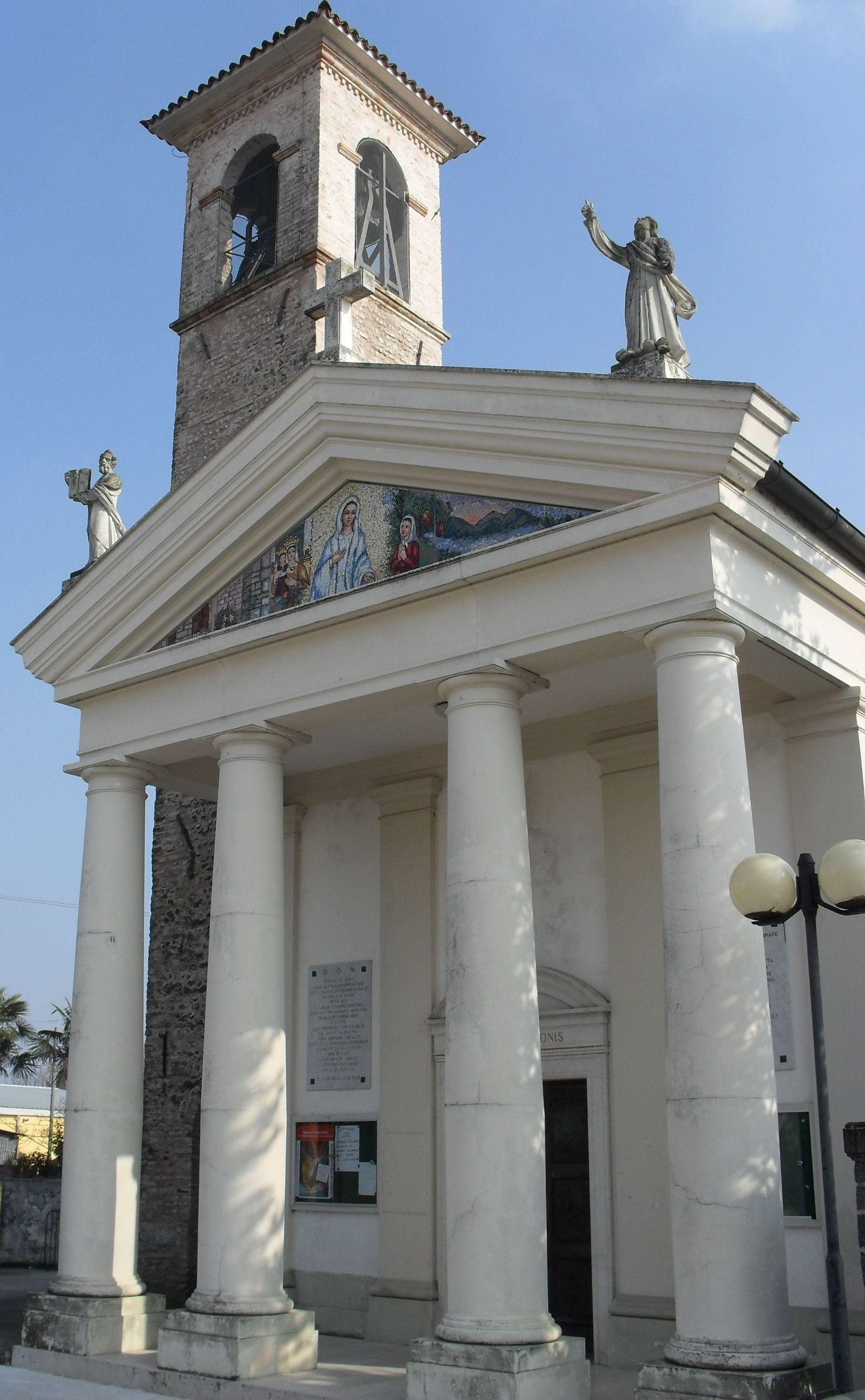
Facciata da nord ovest
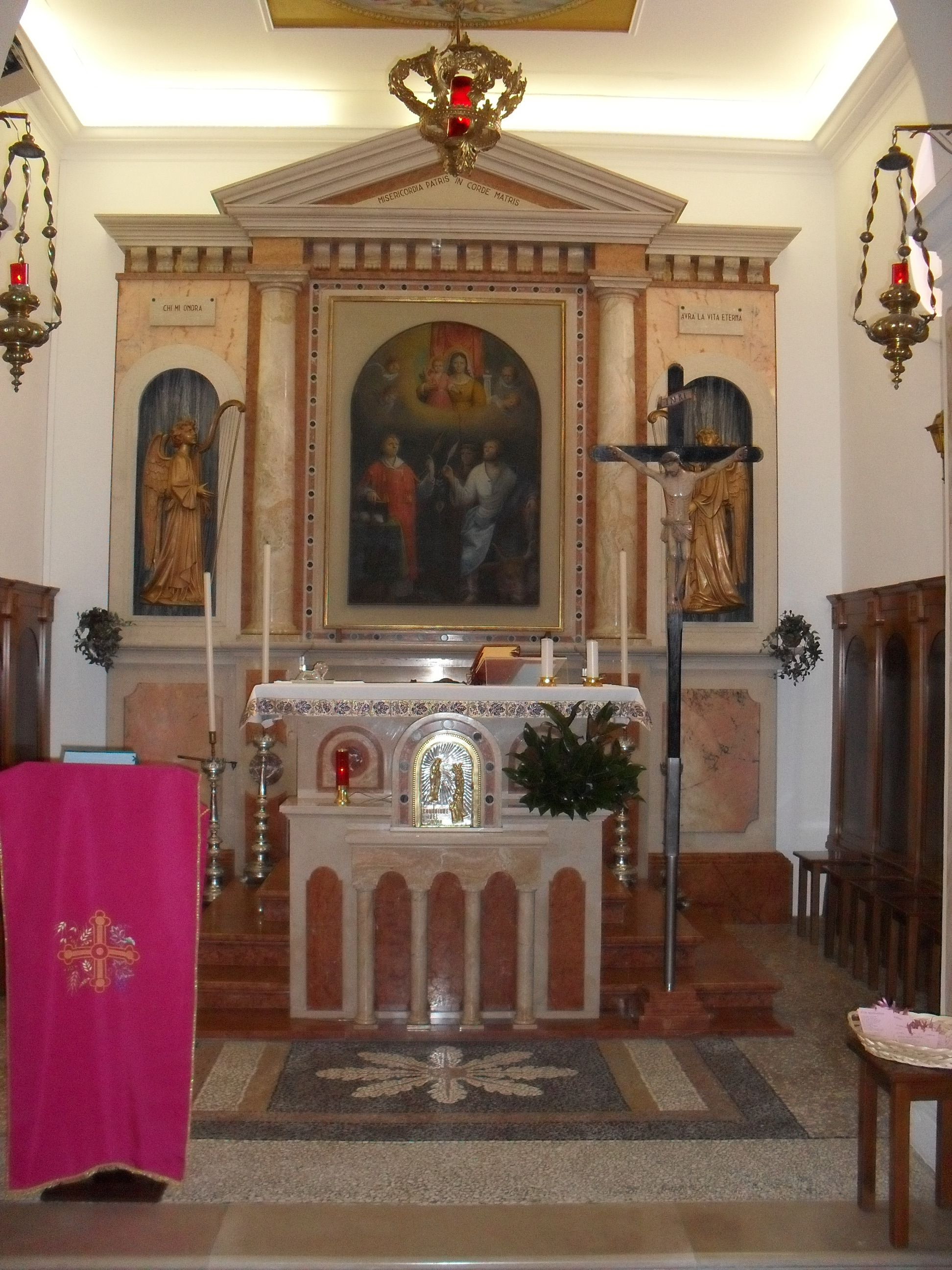
Altare
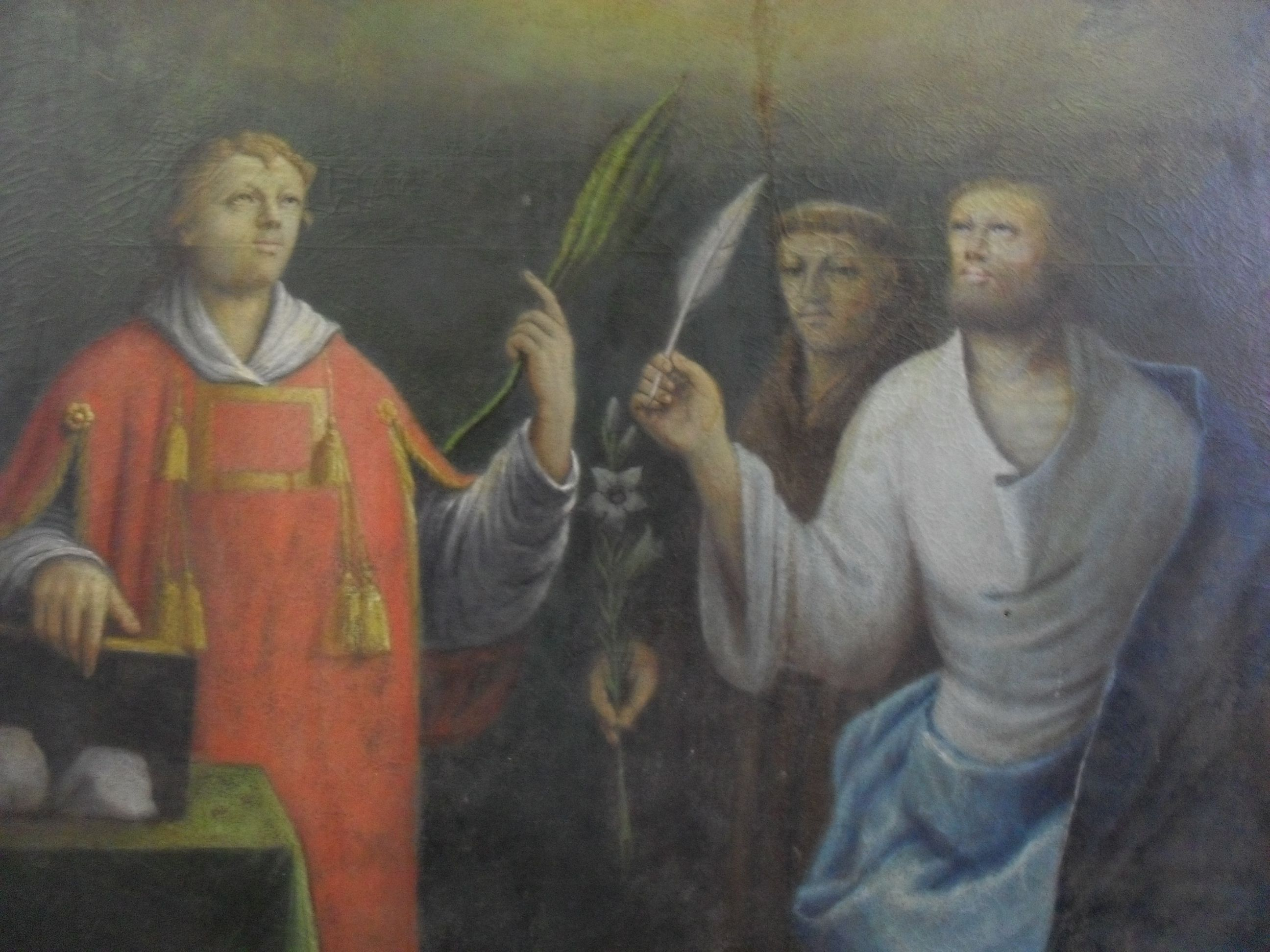
Particolare della pala d'altare
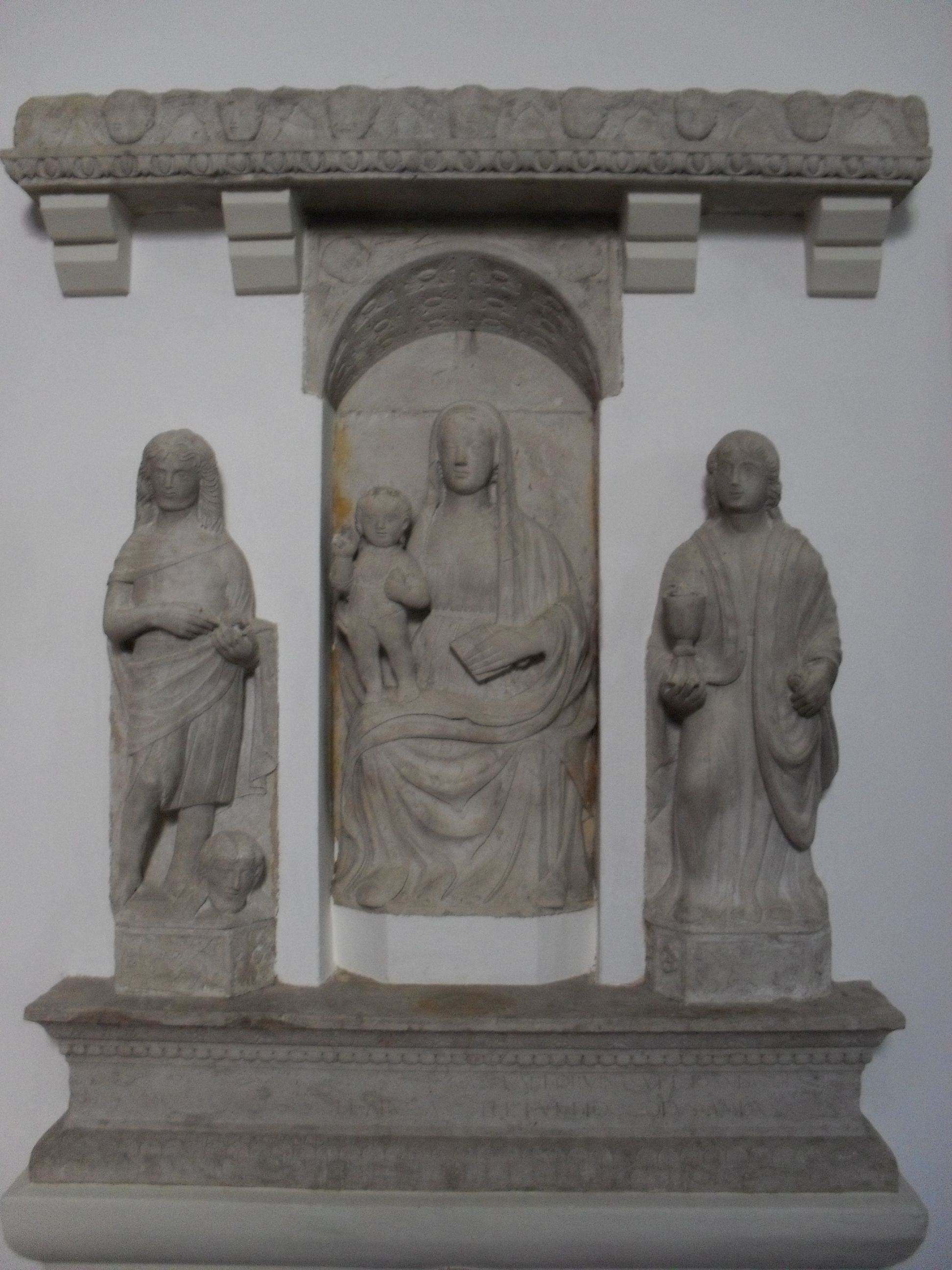
Trittico di Giovanni Antonio Pilacorte